# Cobb Reservoir
Das Cobb Reservoir ist ein Stausee zur Stromerzeugung in der Region Tasman auf der Südinsel von Neuseeland.

## Geographie
Das Cobb Reservoir befindet sich rund 27 km westlich von Motueka und rund 52 km nordwestlich von Nelson, zwischen der Wharepapa / Arthur Range im Südosten, der Peel Range im Westen und der Lockett Range im Norden, wo zwischen der Bergkette und dem Stausee mehrere Gebirgsseen zu finden sind. Der länglich schmale Stausee umfasst eine Fläche von rund 2,34 km² bei voller Speicherkapazität. Sein Länge beträgt rund 6,34 km in Südwest-Nordost-Richtung mit einer leichten Krümmung nach Westen im oberen Teil des Sees. Seine maximale Breite weist der Stausee auch mit rund 460 m in diesem Bereich auf und umfasst eine Uferlänge von rund 13,4 km.
Das Cobb Reservoir befindet sich inmitten des Kahurangi National Parks.

## Staumauer
Die Staumauer, als Gewichtsstaumauer ausgeführt, wurde in den Jahren 1936 bis 1956 errichtet. Das Bauwerk war das erste in Neuseeland, das Instrumente zur Messung des inneren Wasserdrucks enthielt, und auch das erste, das mit modernen Methoden der Bodenkontrolle in dem Damm errichtet wurde. Der Kern des Damms besteht aus schluffigem Kies, der an den Schultern mit sandigem Kies überdeckt und gefestigt wurde. Die Höhe des Absperrbauwerks beträgt vom Fundament aus gemessen 35 m und besitzt eine Kronenlänge vom 214 m. Der Überlauf des Damms ist in Beton ausgeführt und befindet sich mit seinen vier Abflusskanälen, die eine Kapazität von 857 Kubikmetern pro Sekunde aufweisen, rechts der Mitte des Damms.

## Kraftwerk
Das Kraftwerk des Stausees, das von der Firma Trustpower betrieben wird, befindet sich rund 4,2 km nordöstlich des Staudamms. Das Wasser des Stausees wird zunächst unterirdisch, dann über der Erde über eine gesamte Höhendifferenz von rund 595 m dem Kraftwerk zugeführt. In dem Kraftwerk erzeugen dann sechs einzeln laufende Pelton-Turbinen den Strom. Vier der Turbinen bringen es auf eine Leistung von je 3 MW und die beiden anderen sind für je 10 MW ausgelegt. Zusammen kann das Kraftwerk maximal 32 MW an Leistung produzieren, wobei die Jahresleistung von der Firma Trustpower mit 192 GWh angegeben wird.